# Jobst von Mähren

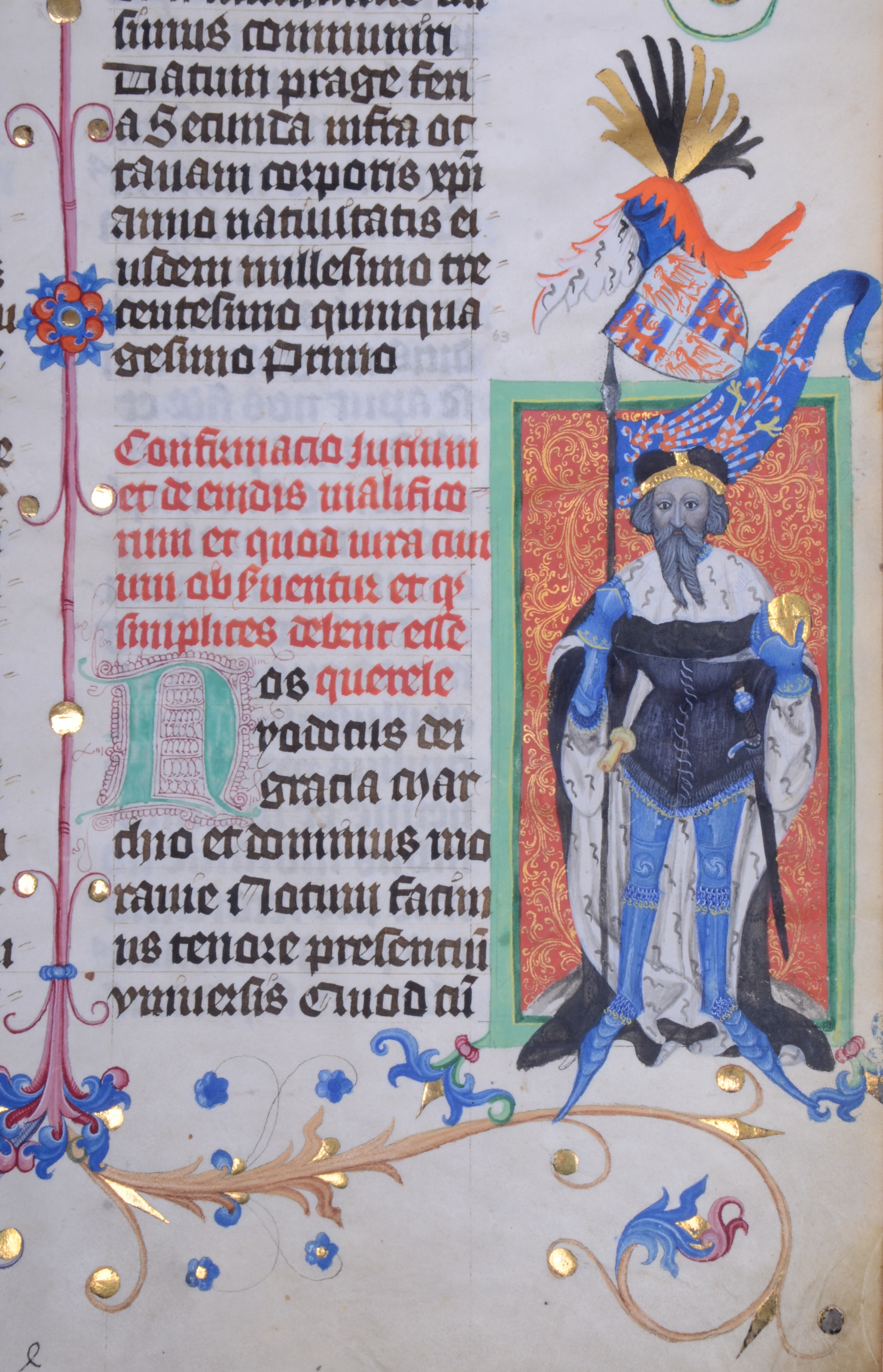
Jobst von Mähren im Codex Gelnhausen, 15. Jh.

Wappen des Markgrafen Jobst von Mähren

Jobst von Mähren (auch Jost, Jodok(us) Markgraf von Mähren, tschechisch Jošt Moravský; * 1351; † 18. Januar 1411 in Brünn) stammte aus der Dynastie der Luxemburger. Er war Markgraf von Mähren ab 1375 und seit 1388 Herzog von Luxemburg. 1388 verpfändete ihm sein Vetter Sigismund die Mark Brandenburg, mit der ihn dessen Bruder, der römisch-deutsche König Wenzel, 1397 belehnte. Im Jahr 1410 wurde er selbst zum römisch-deutschen König gewählt, starb aber kurz darauf, sodass er dieses Amt faktisch nicht antreten konnte.

## Leben

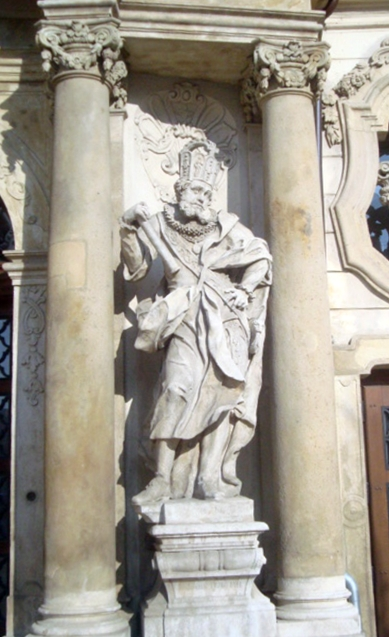
Jobst von Mähren

Jobst war ein Sohn von Johann Heinrich, dem Markgrafen von Mähren und früheren Grafen von Tirol, und der Margarethe von Troppau, einer Tochter des Nikolaus von Troppau. Sein Vater war der jüngere Bruder Kaiser Karls IV.
1375 erbte er die Markgrafschaft Mähren, die er allerdings mit seinem Bruder Prokop teilen musste, was zu ständigem Zwist unter beiden führte. 1376 bestätigte er der Kartause Königsfeld die väterliche Stiftung, die er seinerseits förderte.
Jobst war ein gewandter Politiker, machthungrig und bereit, für seine Ziele die Meinung und die politischen Seiten zu wechseln. In den Auseinandersetzungen der Luxemburger nach dem Tod Karls IV. hatte er eine finanzielle Schlüsselposition, die er für seine ehrgeizigen politischen Ziele nutzte. Die erste Möglichkeit, seine Ländereien zu vermehren, bot ihm sein Vetter Sigismund, der jüngere Sohn Karls IV., der nach der ungarischen Krone strebte. Jobst lieh ihm eine größere Geldmenge und erhielt dafür von ihm die Markgrafschaft Brandenburg, zunächst als Lehen, seit 1388 jedoch bis zu seinem Lebensende, mit allen Rechten eines Kurfürsten. Nachdem er Sigismund 1387 auf den ungarischen Thron verholfen hatte, trennten sich ihre Wege erst 1402 wieder. 1397 wurde Jobst dann auch mit der Markgrafschaft Brandenburg belehnt, die er aufgrund von wechselnden Bündnissen innerhalb der Familie (ebenso wie Luxemburg selbst) schon seit 1388 im Pfandbesitz gehabt hatte. Durch Subsidien an Wenzel errang er 1383 und 1391 das allerdings unwirksam gebliebene Reichsvikariat in Italien.
1389, nach dem Tod von Wenzel von Luxemburg erhielt er dank des ersten Sohnes von Karl IV., seinem Vetter und deutschen König Wenzel von Böhmen, das Herzogtum Luxemburg.
Jobst hatte entscheidenden Anteil an den ständig und verwirrend wechselnden Koalitionen vorwiegend mit Sigmund von Ungarn, den Habsburgern, Wilhelm von Meißen und besonders mit der mächtigen böhmischen Adelsfronde, Bündnissen, die sich meist gegen Jobsts mährischen Mitregenten Prokop, gegen den großen Einfluss Johanns von Görlitz am Prager Hof und letztlich gegen Wenzel selbst richteten.
1394 stellte er sich mit böhmischen Adeligen gegen Wenzel, den er am 8. Mai 1394 gefangen nahm, nach Prag und später in die oberösterreichische Burg Wildberg überführte. Er ließ sich zum Hauptmann und Verwalter des böhmischen Königreichs ernennen. Erst durch den Eingriff von Wenzels Bruder Johann von Görlitz kam Wenzel wieder frei, allerdings unter für ihn harten Bedingungen, die er jedoch nicht einhielt. 1396 zwang Jobst, gemeinsam mit Sigismund, Wenzel erneut dazu, die Forderungen des böhmischen Adels zu akzeptieren.
Wenzel ließ daraufhin Jobst inhaftieren, musste ihn aber bereits eine Woche später wieder freilassen. Nachdem Wenzel erfahren hatte, dass Jobst seine Günstlinge ermorden ließ, wurde Jobst aus Prag vertrieben.
Nach dem Tode Johanns, dessen Görlitzer und Lausitzer Besitz er übernahm, rivalisierte er politisch und militärisch mit Sigmund um die Beherrschung des Königs in Böhmen. Nach dem Rückzug Sigmunds aus den böhmischen Ländern kam es zu einer Beendigung der langjährigen Fehden und zu einem, freilich teuer bezahlten, Einvernehmen Jobst mit dem Prager Hof.
1401 suchte er Hilfe beim böhmischen Adel und dem Markgrafen von Meißen, Wilhelm und zog nach Prag. Noch vor dem Angriff auf die Hauptstadt kam es zu Verhandlungen, in denen Jobst die lebenslange Herrschaft über die Ober- und Niederlausitz zugesichert wurde; zudem wurde er finanziell entschädigt. Dafür versprach er Wenzel Treue, die er später auch hielt. Als deutscher König war Wenzel jedoch mittlerweile schon 1400 abgesetzt worden, behauptete aber weiter den böhmischen Thron.
1405 starb Markgraf Prokop, und Jobst schloss mit Wenzel eine weitere Vereinbarung, die sein Recht über die Herrschaft in ganz Mähren enthielt, wofür er dem böhmischen König ewige Treue schwor.

## Wahl zum deutschen König
Nach dem Tod König Ruprechts am 18. Mai 1410 war Jobst neben Sigismund einer der beiden Kandidaten für dessen Nachfolge. Die zwiespältige deutsche Königswahl wenige Monate später ergab jedoch keinen klaren Sieger. So einigten sich zwei der Kurfürsten (Erzbischof Werner von Trier, Pfalzgraf Ludwig bei Rhein) in schwierigen Verhandlungen am 20. September 1410 auf Sigismund als neuen römisch-deutschen König, der als dritte Stimme die brandenburgische Kurstimme für sich beanspruchte. Inzwischen hatten sich Jobst von Mähren und Wenzel jedoch auf eine Teilung der Kaiser- (Wenzel) und Königswürde (Jobst) geeinigt, so dass am 1. Oktober 1410 eine konkurrierende Wahl mit fünf Stimmen (Erzbischof Johann von Mainz, Erzbischof Friedrich von Köln, Herzog Rudolf von Sachsen, König Wenzel von Böhmen und Jobst selbst als Markgraf von Brandenburg) auf Jobst von Mähren fiel. Jobsts plötzlicher Tod im folgenden Januar – möglicherweise wurde er vergiftet – führte dann allerdings dazu, dass Sigismund die Herrschaft über das Reich zufiel.
Jobst war mit Elisabeth von Oppeln, einer Tochter des Oppelner Herzogs Wladislaus II. und seiner ersten Frau Elisabeth verheiratet. Die Ehe blieb kinderlos. Nachdem Elisabeth nach zweijähriger Ehe im Alter von 14 Jahren verstorben war, heiratete Jobst 1374 ihre Tante Agnes von Oppeln. Auch diese Ehe blieb kinderlos.
Jobst von Luxemburg, Markgraf von Mähren und Brandenburg, wurde am 20. Februar 1411 in der damaligen Thomaskirche in Brünn beigesetzt, die im 14. Jahrhundert mit finanzieller Unterstützung der Luxemburger als Klosterkirche der Augustiner und Begräbniskirche der Luxemburger Markgrafen erbaut wurde, und die heute zum Statthalterpalais gehört. Das Grab wurde mehrfach geöffnet und untersucht. Bei einer Öffnung im Jahr 1999 wurde eine bisher nicht bekannte Bakterienart isoliert, die Jobst zu Ehren Rhodococcus jostii genannt wurde.

## Würdigungen

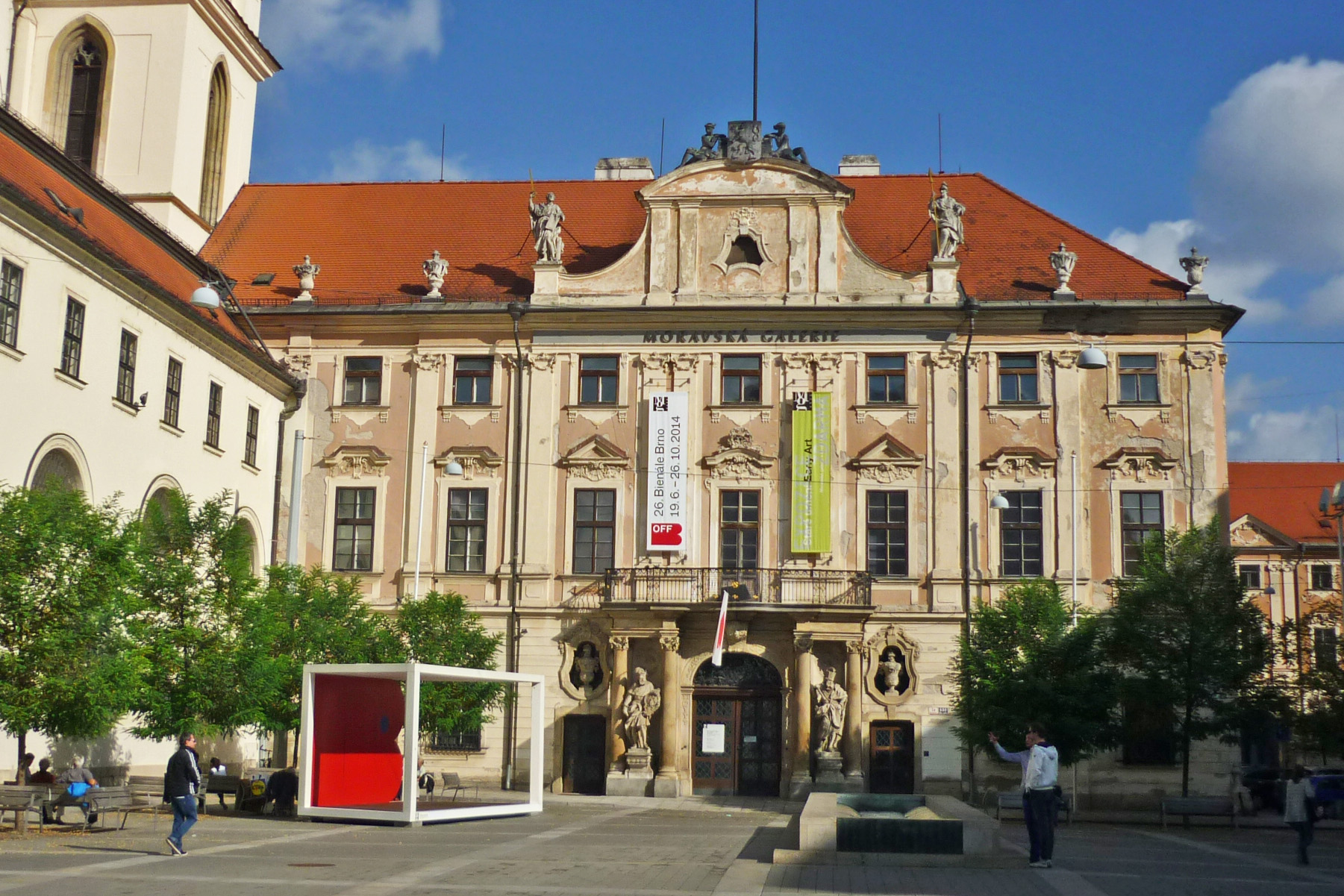
Statthalter Palais

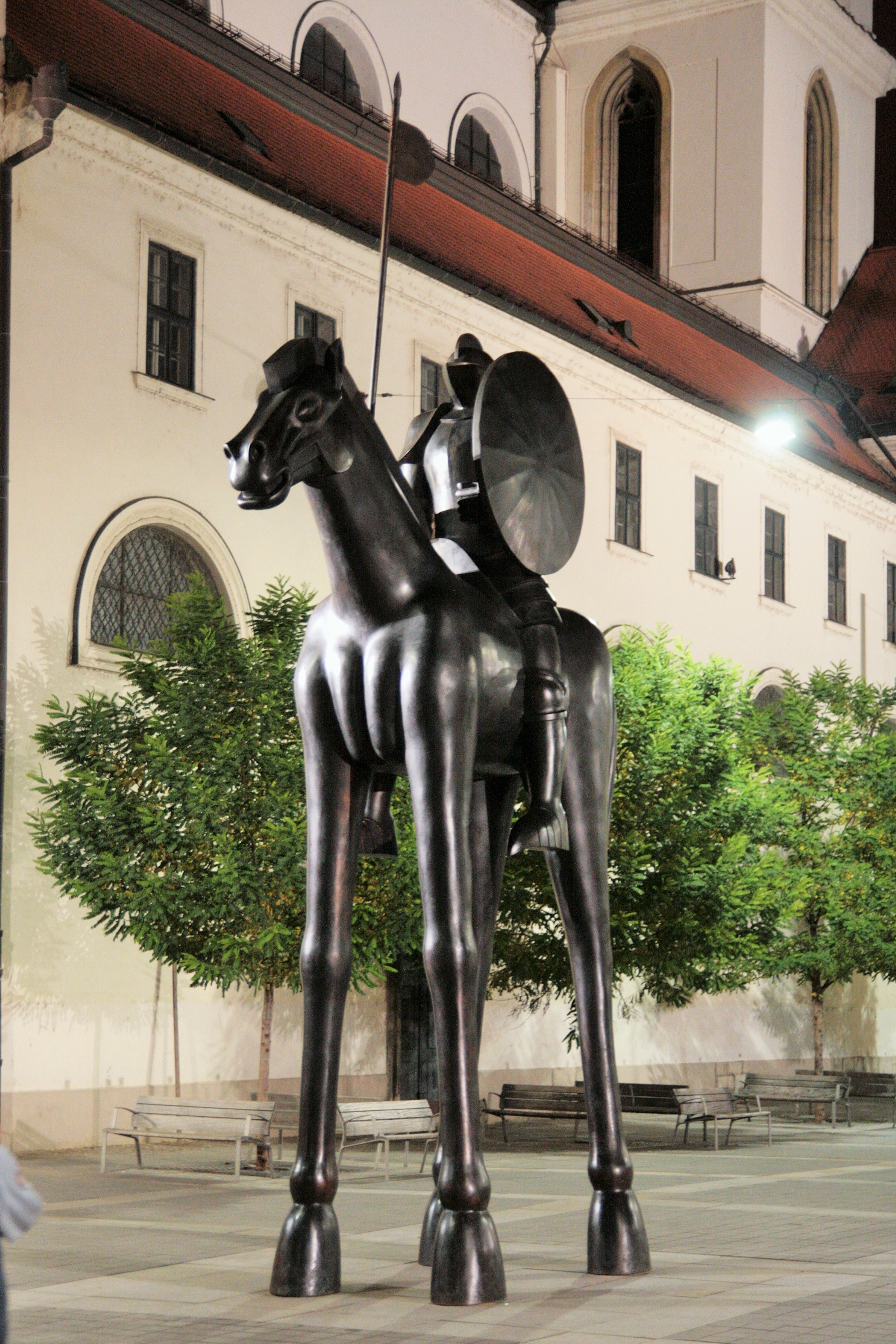
Reiterstatue von Jobst von Mähren in Brünn

Jobst von Mähren wurde an der Fassade des Statthalterpalais tschechisch Místodržitelský palác am Moravské náměstí (Mährischer Platz) vom Bildhauer Johann Leonard Weber in den vierziger Jahren des 18. Jahrhunderts in idealisierter Form in barocken Skulpturen dargestellt. Den Namen von Jobst trägt eine der Hauptstraßen im Zentrum von Brünn.
Am 28. Oktober 2015 wurde in Brünn eine Reiterstatue enthüllt, die Jobst von Mähren darstellt. Die 8 Meter hohe Statue des Bildhauers Jaroslav Róna zeichnet sich durch überdimensional lange Beine des Pferdes aus.

## In der Popkultur
Jobst von Mähren ist ein Charakter in dem tschechischen Rollenspiel Kingdom Come: Deliverance II.